# Arnaldo Momigliano
Arnaldo Dante Momigliano (Piamonte, 5 de septiembre de 1908 — Londres, 1 de septiembre de 1987) fue un historiador italiano exiliado, conocido por sus estudios sobre el mundo antiguo y su historiografía.

## Biografía
Nacido en el pueblo de Caraglio (Cuneo), en la zona de Piamonte, se formó en el seno de una familia hebrea. La riqueza intelectual de su familia le llevó a desarrollar sus estudios a muy temprana edad, quienes contrataron profesores particulares durante la totalidad de su formación escolar, donde también se le instruyó en la religión de su familia.

## Trayectoria
Momigliano obtuvo la plaza de profesor en la Universidad de Turín, en 1936, pero la perdió, dada su condición de judío, en 1938, por las leyes raciales de Mussolini. De inmediato se trasladó a Inglaterra, donde se quedó como docente hasta su muerte. 
Tras un tiempo en la Universidad de Oxford se trasladó al  University College de Londres donde enseñó entre 1951 y 1975. De todos modos, Momigliano fue profesor visitante de la Universidad de Chicago y también en Italia, en la Escuela Normal Superior de Pisa, en donde recuperó directamente su diálogo con Italia (así, Carlo Ginzburg).
Además de sus trabajos de historia, escribió reseñas para el The New York Review of Books. Contribuyó a menudo en artículos para la Enciclopedia Italiana; y luego para el Oxford Classical Dictionary y la Enciclopedia Británica. No sólo estudió historia griega y sus métodos, sino que se interesó por la historiografía moderna. Por todo ello es considerado un gran intelectual del siglo XX, cuya posición se ha tenido muy en cuenta en los debates teóricos italianos sobre historia y eurocentrismo, destacadamente a partir de La sabiduría de los bárbaros.

## Obras
- "Contributo alla storia degli studi classici" (10 vols.) (1955-2010) Milan.
- "Filippo il macedone" (Guerini e Associati - 1987).
- "Génesis y desarrollo de la biografía en Grecia" (Fondo de Cultura Económica, México 1986)
- The Conflict Between Paganism and Christianity in the Fourth Century, Clarendon Press, 1963. Tr.: "El conflicto entre el paganismo y el cristianismo en el Siglo IV" (Alianza, 1989).
- Studies in Historiography, Garland Pub., 1985
- The Development of Greek Biography: Four Lectures, Harvard University Press, 1971; ampliado en Harvard University Press, 1993. Tr.: La historiografía griega, Crítica, 1984
- Alien Wisdom : The Limits of Hellenization, Cambridge University Press, 1978. Tr.: La sabiduría de los bárbaros, FCE, 1988.
- Essays in Ancient and Modern Historiography, Wesleyan University Press, 1977 . Tr.: "Ensayos de historiografía antigua y moderna" (FCE, 1993).
- How to Reconcile Greeks and Trojans, North-Holland Pub., 1982
- On Pagans, Jews and Christians, reed. Wesleyan University Press, 1987. Tr.: "De paganos, judíos y cristianos" (FCE, 1992)
- The Classical Foundations of Modern Historiography, University of California Press, 1992,
- Essays on ancient and modern Judaism, ed. por Silvia Berti, University of Chicago Press, 1994, Tr.: Páginas hebraicas, Mondadori, 1990.

## Estudios
- History and Theory, Vol. 30, n.º 4,  monográfico The Presence of the Historian: Essays in Memory of Arnaldo Momigliano, dic., 1991, donde destacan las contribuciones: 
  - Bowersock, G. W. "Momigliano's Quest for the Person", pp. 27–36.
  - Christ, Karl. "Arnaldo Momigliano and the History of Historiography", pp. 5–12.
  - Ginzburg, Carlo. "Momigliano and de Martino", pp. 37–48.
  - Murray, Oswyn. "Arnaldo Momigliano in England", pp. 49–64.
  - Weinberg, Joanna. "Where Three Civilizations Meet", pp. 13–26.
- A.D. Momigliano: Studies on Modern Scholarship, eds. G.W. Bowersock y Tim Cornell, 1994.
- Kagan, Donald, "Arnaldo Momigliano and the human sources of history", The New Criterion, Vol.10, n.º 7, marzo 1992.
- Murray, Oswyn. "Arnaldo Momigliano, 1908–1987", The Journal of Roman Studies, Vol. 77. (1987), pp.xi–xii.
- Phillips, Mark Salber. "Reconsiderations on History and Antiquarianism: Arnaldo Momigliano and the Historiography of Eighteenth-Century Britain", Journal of the History of Ideas, Vol. 57, n.º 2, abril de 1996, pp.297–316.